# 水府系纂
『水府系纂』（すいふけいさん）は、水戸藩の藩士の系譜を収録した史料である。収録の基準としては御目見以上(藩主と直接会える身分)とされている。

## 概略
目録所載の序文によると『水府系纂』は延宝6年（1678年）に徳川光圀が山縣元䌫に命じて編纂させた『水城実録』をもとにして、元禄14年（1701年）に徳川綱條が佐野郷成に命じて編纂が開始され、享保2年（1717年）に60巻が成立したという。その後も彰考館員によって幕末まで書き継がれて行き、最終的に慶応3年（1867年）に正編92巻、目録2巻、附録4巻となった  。このうち、第25、46、47、49、55、56、57、58、59巻は上下2冊、第60巻は上中下3冊で構成されている（正編合計103冊）。
内容は、水戸徳川家初代の頼房に最初に付された家臣である「慶長年中奉仕於伏見之輩」を冒頭（第1、2巻）に置き、以降、出仕した年号順に藩士各家の系図、歴代当主の履歴などが記載されている。
また、『水府系纂附録』4巻は、天保3年（1832年）に徳川斉昭が頼房・光圀の時代から連綿と奉仕している郷士、手代、同心、中間、諸細工人、水主方などの系譜を本編に准じてまとめさせたものだという。
原本は徳川ミュージアムが所蔵し非公開である。茨城県立歴史館において複写版を閲覧することができるが、複写版は「嘉永年中奉仕之輩」を収める第88巻までの97冊と目録2巻、附録1巻である。なお、第58巻上と第61巻は欠本となっている。